# 機動戦士ガンダム MS IGLOO
『機動戦士ガンダム MS IGLOO』（きどうせんしガンダム エムエスイグルー）は、アニメ作品群「ガンダムシリーズ」の一つとして2004年から2006年にかけて制作されたフル3DCGアニメ。
博物館での上映用に作成された第1期シリーズ『1年戦争秘録』とOVAの第2期シリーズ『黙示録0079』（もくしろくダブルオーセブンティーナイン）の各3話ずつ、2期合わせて全6話構成で、いずれも一年戦争を舞台にジオン軍側から描いた内容となっている。また2008年には、地球連邦軍側から描いた『機動戦士ガンダム MSイグルー2 重力戦線』が公開された。

## 概要

### 機動戦士ガンダム MS IGLOO
第1期シリーズ（1年戦争秘録）は2004年に松戸市のバンダイミュージアムで上映されたのが初出で、後にDVDソフト化されローソンで専売され、レンタルソフトにもなった。第2期シリーズ（黙示録0079）は2006年4月よりOVAとして発売された。タイトルとオープニングテーマが変わっただけでストーリーは連続している。
ジオン公国軍の第603技術試験隊を舞台に、ジオンの試作兵器の試験の様子を描く。本作で登場する試作兵器はどれも1回または数回の実戦試験に供されるのみで開発が打ち切られ、パイロットたちの命と引き替えに少なからぬ戦果を挙げるものの結局は正式採用されずに消えていく、後世の軍事マニアならば「珍兵器」として扱うであろうものばかりである。しかし、それら時代の主流となり得なかった兵器に携わる男たちは全身全霊をかけて試験に挑み、そして散っていく。本作の作風を指して出渕裕は「負けていく『プロジェクトX』」と表現している。
今西は小説版『黙示録0079』の巻末解説で、連邦軍の描き方が粗暴に過ぎると批判されたことに言及し、それに対して本作はあくまでジオンの実直な一青年の視点からの物語であり、顔も見えない連邦軍兵士たちのキャラを立てるためにあえてヤクザっぽく描いたと語っている。
全てのエピソードにモビルスーツ (MS) が登場するが、第603技術試験隊が運用するMSはEMS-10 ヅダのみである（漫画版ではゲム カモフも登場）。また作品名に「ガンダム」が入っているが、ガンダムという名の機体は劇中の記録映像内の1カットのみの登場となる。

### 機動戦士ガンダム MSイグルー2 重力戦線
2008年3月25日に制作が発表された。前作同様の設定考証や世界観を踏襲しているが、ジオン軍ではなく地球連邦軍からの視点で地上戦が描かれる。
本作には3作品を通じて特定の主人公が存在しない。死神とミケーレ・コレマッタ少佐は全話通じて登場するが、いずれも狂言回しや傍観者的な立場で、主人公ではない。各話で主人公役を務める地球連邦軍人たちは、いずれも死神に見つめられながらラストシーンで予期せぬ無慈悲な事実に直面し、希望を断たれた形で非業の死を遂げる。このため、『1』にあったような不遇ながら雄々しく戦い散っていくような反骨のカタルシスは無く、戦場の非情さがより強調されている。連邦軍主体であるが、前作同様「ガンダム」の名を冠する機体は登場しない。
連邦軍にモビルスーツが無く対抗措置が乏しかったことから、第2話までのザクは驚異的な敵役として描かれた。
またサンライズ・バンダイホビー事業部による、1/35スケールミリタリーモデル『U.C.HARD GRAPH』シリーズとの連携も図られた。

## 登場人物
『機動戦士ガンダム MS IGLOO』の登場人物は
- オリヴァー・マイ技術中尉（声 - 石川英郎）
- モニク・キャディラック特務大尉（声 - 長沢美樹）
- マルティン・プロホノウ艦長（中佐相当官）（声 - 飯塚昭三）
- アルベルト・シャハト少将（技術本部長）（声 - 大木民夫）
- エーリッヒ・クリューガー副長（大尉相当官）（声 - 松本大）
- ヒデト・ワシヤ中尉（声 - 福山潤）
- ジーン・ザビエル2等航海士（声 - 高橋美佳子）
- ドメニコ・マルケス3等航海士（声 - 志賀克也）

『機動戦士ガンダム MSイグルー2 重力戦線』の登場人物は
- 死神（声 - 井上喜久子）
- ミケーレ・コレマッタ少佐（声 - 東地宏樹）

## 登場兵器
モビルスーツやモビルアーマーなど機動兵器に分類されるものは
それ以外のものについては

## スタッフ
- 企画・製作 - サンライズ
- 原作 - 矢立肇、富野由悠季（『機動戦士ガンダム』より）
- 脚本 - 大熊朝秀、大野木寛[注 3]
- スーパーバイザー - 出渕裕
- CGスーパーバイザー - 小畑正好
- アニメーションディレクター - 松田剛吏
- デザインワークス - 出渕裕、カトキハジメ[注 3]、荒牧伸志、山根公利、藤岡建機[注 3]、柳瀬敬之[注 4]、草彅琢仁[注 5]、片貝文洋[注 5]
- 音響監督 - 藤野貞義
- 音楽プロデューサー - 野崎圭一、真野昇
- 音楽 - 大橋恵
- エグゼクティブプロデューサー[注 6] - 吉井孝幸、丹羽信夫、川城和実
- プロデューサー - 井上幸一[注 3]、佐々木新[注 5]、今西隆志、川口克己[注 6]、久保聡[注 3]、木村淳一[注 5]
- 監督 - 今西隆志

## 主題歌
「時空（そら）のたもと」
作詞 - 菜穂 / 作曲・編曲・歌 - Taja
『1年戦争秘録』主題歌。
「夢轍〜ユメワダチ〜」
作詞 - 菜穂 / 作曲・編曲・歌 - Taja
『黙示録0079』主題歌。
「Mr. Lonely Heart」
作詞・作曲・歌 - 横田はるな / 編曲 - 西田マサラ
『重力戦線』第1話主題歌。
「PLACES IN THE HEART」
作詞 - ああ / 作曲・歌 - 柿島伸次 / 編曲 - 西田マサラ
『重力戦線』第2話主題歌。
「NO LIMITS∞」
作詞 - 菜穂 / 作曲・編曲・歌 - Taja
『重力戦線』第3話主題歌。

## 各話リスト
| 話数                                    | サブタイトル                            | 脚本                                    | ストーリーボード                        | 演出                                    | 発売日                                   | 登場兵器                                                                        | ゲスト(括弧内は担当声優) |
| 機動戦士ガンダム MS IGLOO -1年戦争秘録- | 機動戦士ガンダム MS IGLOO -1年戦争秘録- | 機動戦士ガンダム MS IGLOO -1年戦争秘録- | 機動戦士ガンダム MS IGLOO -1年戦争秘録- | 機動戦士ガンダム MS IGLOO -1年戦争秘録- | 機動戦士ガンダム MS IGLOO -1年戦争秘録-  | 機動戦士ガンダム MS IGLOO -1年戦争秘録-                                         | 機動戦士ガンダム MS IGLOO -1年戦争秘録- |
| --------------------------------------- | --------------------------------------- | --------------------------------------- | --------------------------------------- | --------------------------------------- | ---------------------------------------- | ------------------------------------------------------------------------------- | --- |
| 第1話                                   | 大蛇はルウムに消えた                    | 大熊朝秀                                | 今西隆志                                | 松田剛吏                                | - 2004年7月19日公開 - 2005年4月26日発売  | QCX-76A 試作艦隊決戦砲 ヨルムンガンド                                           | アレクサンドロ・ヘンメ大尉（宝亀克寿） |
| 第2話                                   | 遠吠えは落日に染まった                  | 大野木寛                                | カトキハジメ                            | 松田剛吏                                | - 2004年7月19日公開 - 2005年4月26日発売  | YMT-05 試作モビルタンク ヒルドルブ                                              | - デメジエール・ソンネン少佐（天田益男） - フェデリコ・ツァリアーノ地球連邦軍中佐（中田譲治）                                                         |
| 第3話                                   | 軌道上に幻影は疾る                      | 大熊朝秀                                | 今西隆志                                | 松田剛吏                                | - 2004年11月3日公開 - 2005年10月28日発売 | EMS-10 試作モビルスーツ ヅダ                                                    | ジャン・リュック・デュバル少佐（土師孝也） |
| 機動戦士ガンダム MS IGLOO -黙示録0079-  |                                         |                                         |                                         |                                         |                                          |                                                                                 | |
| 第1話                                   | ジャブロー上空に海原を見た              | 大野木寛                                | - カトキハジメ - 今西隆志               | 松田剛吏                                | 2006年4月26日                            | - L.W.C.（大量兵器輸送用コンテナ） - MSM-07Di モビルダイバーシステム ゼーゴック | ヴェルナー・ホルバイン少尉（堀内賢雄） |
| 第2話                                   | 光芒の峠を越えろ                        | 大熊朝秀                                | 今西隆志                                | 松田剛吏                                | 2006年6月23日                            | - 観測ポッド OP-02c - MP-02A 駆逐モビルポッド オッゴ                            | - エルヴィン・キャディラック曹長（相田さやか） - ヘルベルト・フォン・カスペン大佐（沢木郁也）                                                         |
| 第3話                                   | 雷鳴に魂は還る                          | 大熊朝秀                                | 今西隆志                                | 松田剛吏                                | 2006年8月25日                            | MA-05Ad 戦闘支援型モビルアーマー ビグ・ラング                                   | |
| 機動戦士ガンダム MSイグルー2 重力戦線   |                                         |                                         |                                         |                                         |                                          |                                                                                 | |
| 第1話                                   | あの死神を撃て！                        | 大熊朝秀                                | 今西隆志                                | 松田剛吏                                | 2008年10月24日                           | M-101A3 対MS重誘導弾リジーナ                                                    | - ベン・バーバリー中尉（てらそままさき） - パパ・シドニー・ルイス対MS特技曹長（檜山修之）                                                             |
| 第2話                                   | 陸の王者、前へ！                        | 大熊朝秀                                | 今西隆志                                | 松田剛吏                                | 2009年1月23日                            | M61A5 61式戦車5型                                                               | - ハーマン・ヤンデル中尉（磯部勉） - レイバン・スラー軍曹（小西克幸） - エルマー・スネル ジオン公国軍大尉（大塚明夫）                                 |
| 第3話                                   | オデッサ、鉄の嵐！                      | 大熊朝秀                                | 今西隆志                                | 松田剛吏                                | 2009年4月24日                            | RTX-440 陸戦強襲型ガンタンク                                                    | - アリーヌ・ネイズン技術中尉（井上喜久子） - ミロス・カルッピ技術少尉（楠大典） - ドロバ・クズワヨ曹長（伊藤健太郎） - クライド・ベタニー（遊佐浩二） |

MS IGLOO開発秘録
全6回。ガンダムミュージアムで公開。『MS IGLOO』Blu-ray各巻に映像特典として収録。

## DVD・Blu-ray・CD
- Blu-ray
  - 1年戦争秘録 2008年8月22日発売
  - 黙示録0079 2008年9月26日発売
  - 映像特典『MS IGLOO開発秘録』
- DVD 再発売
  - 1年戦争秘録・黙示録0079 2008年6月25日発売
- MSイグルー2 DVD・Blu-ray 同時発売
  - 第1巻 2008年10月24日 / 第2巻 2009年1月23日 / 第3巻 2009年4月24日
- UMD(R)VIDEO
  - 1年戦争秘録・黙示録0079 2009年6月26日発売
- G-SELECTION 機動戦士ガンダム MSイグルー DVD-BOX
  - 2011年9月22日発売
- U.C.ガンダムBlu-rayライブラリーズ 機動戦士ガンダム MSイグルー
  - 2020年2月27日発売
  - 映像特典『機動戦士ガンダム 光る命 Chronicle U.C.』『MS IGLOO開発秘録』
- CD「機動戦士ガンダム MS IGLOO オリジナルサウンドトラック」
  - 2005年4月27日発売
- CD「機動戦士ガンダムMS IGLOO 2 重力戦線 オリジナルサウンドトラック」
  - 2008年10月24日発売

## 漫画版
角川書店の雑誌「ガンダムエース」にてMEIMUの作画による漫画版が3作連載された。
機動戦士ガンダム MS IGLOO 603
『1年戦争秘録』の漫画版。全2巻。OVAに登場しなかった兵器のエピソードも追加されている（OVA第2話に相当するエピソードは漫画版には登場しない）。
機動戦士ガンダム MS IGLOO 黙示録0079
『黙示録0079』の漫画版。全1巻。
機動戦士ガンダム MSイグルー2 重力戦線
『重力戦線』の漫画版。全2巻。
なお、映像化されなかったエピソードおよび機体は以下の通りである。
1. 蝙蝠はソロモンにはばたく（『603』1巻第3話 - 5話に収録）
  - 型式番号不明 試作モビルスーツ ゲム カモフ
    - エンマ・ライヒ（ライチェ）中尉
2. 南海に竜は潜（たたず）む（『603』1巻第7話 - 2巻第8話に収録）
  - QEX-04M 試作水中ビーム砲 エーギル
  - MS-06M 水中戦用モビルスーツ ザク・マリンタイプ
  - RB-79N 水中型ボール フィッシュアイ
    - ギュンター・ローズマン曹長
3. 視線つらぬく先に……（『603』2巻第11話 - 12話に収録）
  - YOP-04 試作観測ポッド バロール
    - リヒャルド・ヴィーゼ教授
4. 戦雲に光を見た（『603』2巻第13話に収録）
  - MS-06 ザクII用試作プロペラントタンクユニット
    - ナタリー・ウェインツ
    - ウェインツ教授
    - ヘルムート

## 小説版
角川スニーカー文庫より発売。
- 機動戦士ガンダム MSイグルー 1年戦争秘録（2005年8月1日、ISBN 978-4-04-423207-8）
- 機動戦士ガンダム MSイグルー 黙示録0079（2006年12月31日、ISBN 978-4-04-423208-5）
  - 著：林譲治、本文イラスト：大本海図

## テレビ放送
2007年、日本BS放送（BS11デジタル）のANIME+枠にて、12月7日23時00分から25時00分に『1年戦争秘録』全3話と『黙示録0079』第1話を、12月8日23時00分から25時00分に『黙示録0079』第2話・第3話を初放送。